# Ana Horvat (književnica)
Ana Horvat (Zagreb, 24. travnja 1943.) hrvatska je književnica i diplomirana pravnica. Bavi se i zaštitom životinja te promicanjem poezije na internetu. 

## Životopis
Ana Horvat (književni pseudonim Jasne Palčec), rođena 1943. u Zagrebu, članica je Društva hrvatskih književnika. Za klasičnu balerinu se kao dijete školovala kod Ane Roje, a plesala je i u LADU. Opću gimnaziju polazila je u Zagrebu gdje je, potom, studirala komparativu književnost i povijest umjetnosti, a diplomirala na Pravnom fakultetu. Radni vijek provodi kao pravnica u INA-i pišući, usput, poeziju.
U Zagrebu objavljuje petnaest pjesničkih zbirki, roman Podsuknja i zbirku priča Pismopriče. 
Poeziju i prozu objavljuje u književnim časopisima (Republika, Mogućnosti, Kolo, Književna Rijeka, Nagnuća, Književna revija, Nova Istra, Smib, 15 dana, itd.), godišnjacima i zbornicima ljubavne lirike "Ljubica".
Pjesme Ane Horvat prevedene su na talijanski, španjolski, galicijski, francuski, slovenski, bugarski, njemački, engleski i albanski, a proza na makedonski jezik, te često izvođene na književnim tribinama i recitalima, objavljivane u dnevnome i tjednome tisku, te na radiju i televiziji.
Ana Horvat bavi se i zaštitom životinja: pravnom regulativom te zaštite i hrvatskom animalističkom poezijom, kao i neposrednim pomaganjem životinjama putem udruge za zaštitu napuštenih životinja Druga prilika koju je osnovala.

## Stvaralaštvo
Sažeti pregled književnog stvaralaštva Ane Horvat (izabrane pjesme iz svih zbirki, ulomak iz romana Podsuknja i jedna priča iz zbirke priča Pismopriče) može se naći na njezinoj službenoj književnoj internetskoj stranici.

### Poezija
- Kutija za suncokrete, INA, 1983.

- Male pjesme, Nakladni zavod Matice hrvatske, 1988.

- Neke druge riječi (s ilustracijama Nikole Ražova), Prosvjeta, 1988.

- Mjera blizine (s ilustracijama Ljerke Žingerlin), Centar za informacije i publicitet, 1988.

- Kuharica za zaljubljene (s Višnjom Ogrizović), Centar za informacije i publicitet, 1990.

- Modri pleter, Nakladni zavod Matice hrvatske, 1993.

- Pješčana ogrlica, Alfa, 1994.

- Zaljubljeno voće i povrće (slikovnica s ilustracijama Nevenke Macolić), Quo vadis, 1994.

- Šešir s makovima, Naprijed, 1997.

- Izabranice, INA, 1998.

- Zahvalnica životinjama (s ilustracijama Renate Vranyczany Azinović), Art studio Azinović, 1998./2001.

- Stablopis, Trag, 2001.

- Leptiri sanjaju boje (slikovnica s ilustracijama Renate Vranyczany Azinović), Art studio Azinović, 2003.

- 4 počela, Društvo hrvatskih književnika, 2003.

- Čučerski haiku za Emily, Naklada Đuretić, 2013. i

- Ljubila bih te (izabrane pjesme), Naklada Đuretić i Studio moderna, 2017.

- Životinjski haiku, Druga prilika i Mini-print-logo, 2018.

Po nekoliko pjesama Ane Horvat uvršteno u devetnaest antologija:
- Gorki med, izbor iz hrvatske ljubavne poezije XIX. i XX. stoljeća, Sveučilišna naklada Liber, Zagreb, 1986.(antologičar Zvonimir Golob),

- Terra, mar e lume, Centro Ramon Pineiro, Hunta de Galicia, 1996. (antologičarka Ursula Heinze de Lorenzo),

- Antologija svjetske ljubavne poezije 20. stoljeća, Mozaik knjiga, Zagreb, 1977. (antologičar Zvonimir Golob),

- Via lattea, antologia della poesia femminile croata contemporanea, Lint – Editoriale Associati s.r.l., Trieste, 2004. (antologičarka Marina Lipovac Gatti),

- Odjeci đulabija, antologija hrvatske ljubavne poezije, Pučko otvoreno učilište, Samobor, 2009.,

- El roce de la mariposa, poesia croata contemporanea (izbor i prijevod: Željka Lovrenčić), Društvo hrvatskih književnika, Zagreb, 2010.,

- Subića, hrvatski pjesnici o životinjama (antologičarka Ana Horvat), V.B.Z., Zagreb, 2010.,

- Stablopis, hrvatski pjesnici o stablu i šumi (sastavila Ana Horvat), HŠD, Zagreb, 2011.,

- Dulce libertad (Doce poetas croatas de hoy), Editorial Verbum, Madrid i Trilce Ediciones, Salamanca (antologičarka i prevoditeljica Željka Lovrenčić), 2012.,

- Antologija 20 Galovićevih jeseni (1994. – 2013.), DHK Podravsko-prigorski ogranak, Koprivnica, 2013.,

- E dopo di noi resta l’amore : Antologia della poesia croata contemporanea, Centro Studi Italo Croati Ruggiero G. Boscovich, Comunita Croata, Milano, HEFTI, 2014. (antologičarke i prevoditeljice Marine Lipovac Gatti),

- More Mora, hrvatski pjesnici o moru, Naklada Đuretić, Zagreb, 2014.,

- Suvremena hrvatska poezija (antologija na bugarskom jeziku), Slavenska književna i umjetnička akademija (antologičarke Enerika Bijač i Elka Nyagolkova), Varna, 2014.,

- Oblizujući suze (hrvatski pjesnici o ljubavi),  Druga prilika, Zagreb, 2015. (sastavila Ana Horvat),

- Encuentros, Poesia Croata contemporanea,(Susreti, Suvremena hrvatska poezija) Most/The Bridge, časopis Društva hrvatskih književnika za međunarodne veze, broj 3-4/2015., Zagreb, (antologičarke i prevoditeljice Željke Lovrenčić),

- Every Chicken, Cow, Fish and Frog, Animal Rights Haiku,  SAD, Middle Island Press West Union, West Virginia, 2016., (antologičara Roberta Epsteina i Miriam Wald),

- 29. Vrazova Ljubica, zbirka hrvatske ljubavne poezije 2014. – 2017., Pučko otvoreno učilište Samobor, 2018.

- Nepokošeno nebo 2, antologija hrvatskog haiku pjesništva 2008 - 2018., Udruga "Tri rijeke", Ivanić-Grad, 2018. (sastavljačica Đurđa Vukelić Rožić),

- 30. Vrazova Ljubica' zbirka hrvatske ljubavne poezije, Pučko učilište Samobor, Samobor 2019.

### Proza
- Podsuknja (roman), Zagreb, 2007., Društvo hrvatskih književnika,

- Pismopriče (zbirka priča), Zagreb, 2012., Društvo hrvatskih književnika,

- Iz pr(a)ve ruke, Vinko Brešić, nove autobiografije hrvatskih pisaca, ALFA, Zagreb, 2014.,

- Lovorvišnja : (priče i memoarski zapisi), Studio moderna i Ana Horvat, Zagreb, 2018.

### Internetsko izdavaštvo - hrvatska ljubavna lirika i tribine
Od 2003. do 2007. godine Ana Horvat predstavljala je u Zagrebu hrvatske pjesnikinje i pjesnike na Tribini hrvatske ljubavne lirike (birajući autore i ljubavne pjesme iz njihovog opusa koje su recitirali renomirani zagrebački glumci). Na tribinama u zagrebačkim knjižnicama i Klubu Studentskog centra predstavila je više od pedeset hrvatskih pjesnikinja i pjesnika u interpretaciji dvadesetak dramskih umjetnika.
Od 2009. godine Ana Horvat na portalu "Hrvatske ljubavne lirike" predstavlja na internetu u sažetom obliku hrvatske ljubavne liričare (ondje ih je 199 u zasebnim knjigama izabranih pjesama koje se listaju "mišem").
Od 2017. do 2020. Ana Horvat vodi tribine: Poezija u suterenu na kojima je predstavila 90-ak pjesnikinja, a 2019. suorganizirala je sa skladateljem Slavkom Nedićem u Maloj dvorani "Lisinski" manifestaciju Pjesnikinje u Lisinskom na kojoj je izveden od 38 pjesnikinja prvi hrvatski pjesnički Band Aid s pjesmom Ane Horvat "Ljubila bih te".

## Vanjske poveznice
- Kratak pregled stvaralaštva